# Cimetière de l'Atlantique

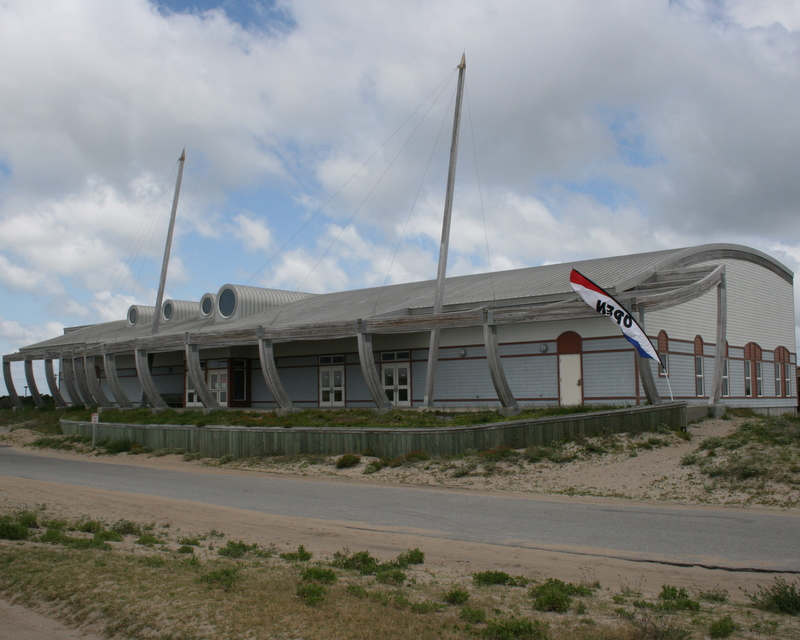
Musée du Cimetière de l’Atlantique Outer Banks (Caroline du Nord)

Cimetière de l'Atlantique est un surnom donné à plusieurs lieux dans l'océan Atlantique connus pour être le théâtre de naufrages. L'un d'eux se trouve le long des eaux traîtresses le long des Outer Banks en Caroline du Nord, l'autre autour de l'île de Sable. La dernière découverte d'épave dans ce secteur date d'octobre 2014.